# Rosamunde Pilcher (serie televisiva)
Rosamunde Pilcher è una serie televisiva prodotta dal 1993 dalla ZDF tratta dai romanzi dell'autrice britannica Rosamunde Pilcher.

## Episodi
| nº | Titolo originale        | Titolo italiano                   | Prima TV originale | Prima TV Italia |
| -- | ----------------------- | --------------------------------- | ------------------ | --------------- |
| 1  | Stürmische Begegnung    | I giorni della tempesta           | 30 ottobre 1993    |                 |
| 2  | Wilder Thymian          | Profumo di timo                   | 23 ottobre 1994    |                 |
| 3  | Karussell des Lebens    | Le bianche dune della Cornovaglia | 13 novembre 1994   |                 |
| 4  | Wechselspiel der Liebe  | Sotto il segno dei gemelli        | 15 gennaio 1995    |                 |
| 5  | Das Ende eines Sommers  | I giorni dell'estate              | 5 febbraio 1995    |                 |
| 6  | Sommer am Meer          | La casa vuota                     | 15 ottobre 1995    |                 |
| 7  | Schlafender Tiger       | La tigre che dorme                | 5 novembre 1995    |                 |
| 8  | Wolken am Horizont      | Voci d'estate                     | 10 dicembre 1995   |                 |
| 9  | Schneesturm im Frühling | Neve d'aprile                     | 4 febbraio 1996    |                 |
| 10 | Lichterspiele           | Autoritratto                      | 3 marzo 1996       |                 |
| 11 | September, Teil 1       | Il segreto di Pandora - 1ª parte  | 7 aprile 1996      |                 |
| 12 | September, Teil 2       | Il segreto di Pandora - 2ª parte  | 8 aprile 1996      |                 |
| 13 | Das Haus an der Küste   | Un tè col professore              | 3 novembre 1996    |                 |
| 14 | Eine besondere Liebe    | Il Natale della signorina Cameron | 25 dicembre 1996   |                 |
| 15 | Wind der Hoffnung       | Toby                              | 16 febbraio 1997   |                 |